# Економічна свобода у світі (індекс)
Економічна свобода у світі (англ. Economic Freedom of the World, EFW) - показник економіної свободи у світі, який розраховується Інститутом Фрейзера (The Fraser Institute), Ванкувер, Канада.
Згідно підходу Інституту Фрезера, економічну свободу визначають:
1. Особистий вибір.
2. Добровільний обмін, координований ринками.
3. Свобода входу та конкуренції на ринках.
4. Захист людей та їх власності від агресії з боку інших.

Особи мають економічну свободу, коли майно, яке вони набувають без застосування сили, шахрайства або крадіжок, захищене від фізичних вторгнень з боку інших людей, і вони вільні у використанні, обміні або передачі своєї власності до тих пір, поки їх дії не порушують однакових прав інші. Особи вільні вибирати, торгувати та співпрацювати з іншими та конкурувати, як вважають за потрібне.
В економічно вільному суспільстві основна роль влади полягає у захисті людей та їх власності від агресії з боку інших. Індекс EFW призначений для вимірювання того, наскільки інститути та політика нації відповідають цій захисній функції та свободі людей приймати власні економічні рішення. По-іншому, захід EFW - це намагання визначити, наскільки тісні інститути та політика країни відповідають обмеженому ідеалу уряду, коли уряд захищає права власності та організовує надання обмеженого набору "суспільних благ", таких як національну оборону та доступ до грошей, які мають важливу цінність, але трохи виходять за рамки цих основних функцій.
Щоб отримати високий рейтинг EFW, країна повинна забезпечити надійний захист майна у приватній власності, правову систему, що стосується всіх рівноправно, рівномірне виконання контрактів та стабільне грошове середовище. Він також повинен утримувати низькі податки, утримуватися від створення бар'єрів як для внутрішньої, так і для міжнародної торгівлі та повніше покладатися на ринки, а не на державні витрати та регулювання для розподілу товарів та ресурсів.

## Історія виникнення індексу
У 1986 році перша з серії конференцій Інституту Фрейзера, спонсорована Liberty Fund Inc. та влаштована тоді виконавчим директором Інституту Фрейзера Майклом Уокером разом з Мілтоном Фрідманом та Роуз Фрідман, зосередилась на розробці чітко визначеного вимірювання економічної свободи. Окрім Фрідмана, у конференціях брали участь кілька провідних світових економістів, зокрема Дуглас Норт, Гері Бекер, Вільям Нісканен та Гордон Таллок. Ці конференції, що проводилися з 1986 по 1994 рік, завершилися першою публікацією "Економічної свободи світу" (Gwartney, Lawson, and Block, 1996).
Спочатку учасники конференції прагнули ретельно визначити економічну свободу та розробити точну міру для великого набору країн, який був максимально прозорим та об'єктивним. Вони не хотіли, щоб їхні суб'єктивні погляди впливали на рейтинг будь-якої країни, тому всі дані беруться з сторонніх джерел.

## Економічна свобода в світі - 2024
Поточне видання індексу Economic Freedom of the World - 2024 оцінює 165 юрисдикцій з 1970 по 2022 рік. Дані доступні з п'ятирічним інтервалом з 1970 по 2000 рік, а потім щорічно.
Індекс складається з п'яти основних галузей дослідження: 
1. Розмір уряду,
2. Правова система та права власності,
3. Надійна валюта
4. Свобода міжнародної торгівлі
5. Регулювання

У 2022 році  Гонконг був найбільш економічно вільною юрисдикцією у світі (хоча його рейтинг знизився в останні роки), за ним йшли Сінгапур (2-ге місце), Швейцарія (3-тє місце), Нова Зеландія (4-те місце) та США (5-те місце). Рейтинг інших великих країн включає Канаду (8-е місце), Японію (11-е місце), Великобританію (12-е місце), Німеччину (16-е місце), Тайвань (19-е місце), Корею (32-е місце), Францію (36-е місце), Мексику (65-е місце), Індію (84-е місце), Бразилія (85-те), Китай (104-те) та Росія (119-те).
10 країн з найнижчим рейтингом — це Ємен (156-те місце), Лівія (157-те місце), Іран (158-те місце), Аргентина (159),  М'янма (160), Алжир (161), Сирія (162), Судан (163), Зімбабве (164) та Венесуела (165).
Люди, які живуть у країнах з високим рівнем економічної свободи, мають більший добробут, більше політичних і громадянських свобод та довше життя. Наприклад, ВВП на душу населення в країнах, що входять до верхнього квартилю за рівнем економічної свободи, у 2022 році становив 52 877 доларів США, порівняно з 6968 доларами США в країнах нижнього квартилю. Рівень бідності також нижчий. У верхньому квартилі 1 % населення живе в умовах крайньої бідності (менше 2,15 долара США на день), порівняно з 30 відсотка в нижньому квартилі. Нарешті, середня тривалість життя становить 80,5 років у країнах верхнього квартиля порівняно з 64,9 роками в нижньому квартилі.

### Україна в Економічній свободі у світі
У 2017 р. Україна посіла 135 місце у рейтингу.
В індексі 2024 року Україна займала наступні позиції 
- Розмір уряду - 131 місце
- Правова система та права власності - 112 місце
- Надійна валюта - 155 місце
- Свобода міжнародної торгівлі  - 131 місце
- Регулювання - 152 місце [3]

Загальний рейтинг 150 місце зі 165 юрисдикцій і відноситься до групи "найменш вільних" країн світу
Таким чином, 2024 рік став для української економіки періодом посилення інституційних дефектів, придушення духу підприємництва, розмивання довіри та безпрецедентної націоналізації майже в усіх сферах та видах економічної діяльності.